# Raisa Lebomie
Raisa Lebomie (9 de abril de 1984) es una deportista gabonesa que compitió en judo. Ganó una medalla de bronce en los Juegos Panafricanos de 2011, y una medalla de bronce en el Campeonato Africano de Judo de 2011.

## Palmarés internacional
| Juegos Panafricanos | Juegos Panafricanos | Juegos Panafricanos | Juegos Panafricanos |
| Año                 | Lugar               | Medalla             | Categoría           |
| ------------------- | ------------------- | ------------------- | ------------------- |
| 2011                | Maputo (Mozambique) | Medalla de bronce   | –57 kg              |
| Campeonato Africano |                     |                     |                     |
| Año                 | Lugar               | Medalla             | Categoría           |
| 2011                | Dakar (Senegal)     | Medalla de bronce   | –52 kg              |